# Onofre de Kiev
El metropolitano Onofre (Onufriy, en ucraniano Онуфрій, nombre secular Orest Volodymyrovych Berezovsky; en ucraniano: Орест Володимирович Березовський; en ruso: Орест Владимирович Березовский; n. 5 de noviembre de 1944) es el primado de la Iglesia ortodoxa ucraniana (UOC). Su título es "Su Beatitud, Onofre, Metropolitano de Kiev y toda Ucrania".

## Biografía
Berezovsky nació el 5 de noviembre de 1944 en el Óblast de Chernivtsi como hijo de un sacerdote. En 1961 se graduó de la escuela secundaria. De 1962 a 1964 estudió en la escuela técnica de Chernivtsi, tras lo cual trabajó en brigadas de construcción en Chernivtsi. Además de su ucraniano nativo, también habla ruso y rumano.
En 1966 ingresó a la facultad técnica de la Universidad de Chernivtsi, a finales de 1969, durante su tercer año de estudios, abandonó este camino e ingresó al Seminario Teológico de Moscú en la segunda y última promoción de ese año; al año siguiente pasó a formar parte de la hermandad de la Laura de la Trinidad y San Sergio. El 18 de marzo de 1971 fue tonsurado monje con el nombre de Onofre, en honor de San Onofre. El 20 de junio de 1971 fue ordenado hierodiácono y el 29 de mayo de 1972 fue ordenado hieromonje. Después de 18 años, el archimandrita Onofre regresó a Ucrania como superior de la Laura de Pochaiv. En 1988 se graduó como candidato en teología en la Academia Teológica de Moscú. El 20 de julio de 1988 fue nombrado padre superior de la Laura de Pochaiv.
El 9 de diciembre de 1990 fue consagrado obispo de Chernivtsi y Bucovina por el metropolitano Filaret (Denysenko) en la Catedral de San Vladímir en Kiev. El 22 de enero de 1992, Onofre firmó una solicitud de los obispos de la Iglesia ortodoxa ucraniana al Patriarca de Moscú y de toda Rusia, Alejo II, para la erección de una Iglesia autocéfala en Ucrania, y el 23 de enero Onofre fue trasladado por el metropolitano Filaret (Denysenko) a la diócesis de Ivano-Frankivsk.
El 7 de abril de 1992 fue restituido por la diócesis de Chernivtsi, donde sirvió durante 23 años. El 28 de julio de 1994, Onofre fue elevado al rango de arzobispo y nombrado miembro permanente del Santo Sínodo de la Iglesia ortodoxa ucraniana. El 22 de noviembre de 2000, Onofre fue elevado al rango de metropolitano.
El 23 de noviembre de 2013, el metropolitano de Kiev y toda Ucrania, Vladímir Sabodán, concedió a Onofre el derecho a llevar la segunda Panagia. El 24 de febrero de 2014, el Santo Sínodo de la Iglesia ortodoxa ucraniana eligió a Onofre en votación secreta como locum tenens de la sede metropolitana de Kiev, tras la emisión de un certificado médico relativo a la incapacidad de Vladímir Sabodán, metropolitano de Kiev y toda Ucrania, para realizar el deberes del Primado de la Iglesia ortodoxa ucraniana. Vladímir murió el 5 de julio de 2014. El 13 de agosto de 2014, Onofre fue elegido nuevo primado de la Iglesia ortodoxa ucraniana y metropolitano de Kiev y toda Ucrania del Patriarcado de Moscú (sucediendo al metropolitano Vladímir).
En febrero de 2022, durante la invasión rusa de Ucrania, junto con otros obispos locales (como el rival Epifanio), Onofre ofreció las iglesias de su diócesis como refugio contra los bombardeos. Onofre no condenó públicamente a los clérigos colaboracionistas de su iglesia, y no fueron expulsados de la iglesia. Sí expulsó de la iglesia a los clérigos que se transfirieron a la Iglesia ortodoxa de Ucrania.
Según una investigación de abril de 2023 realizada por Ukrainska Pravda, Onofre obtuvo un pasaporte ruso en 1998 y 2002. Onofre no negó que solía tener la ciudadanía rusa, pero afirmó que la había obtenido para hacer realidad su antiguo sueño de vivir sus últimos días en la Laura de la Trinidad y de San Sergio, pero que "las malas relaciones entre Rusia y Ucrania, el colapso de la Comunidad de Estados Independientes y especialmente la guerra de Rusia contra Ucrania" habían destruido esta esperanza.

## Puntos de vista
El metropolitano Onofre se ha referido a las aspiraciones de Ucrania de unirse a la Unión Europea como una "tragedia".
Onofre ha expresado su apoyo a la integridad territorial de Ucrania. Se negó a ponerse de pie cuando el parlamento ucraniano honró a los combatientes ucranianos de la Guerra del Dombás (contra los unionistas prorrusos), pero luego explicó que se trataba de un gesto contra la guerra. En agosto de 2014, Onofre declaró que no había sacerdotes en la Iglesia ucraniana que apoyaran el separatismo. Su Iglesia se ha abstenido en gran medida de comentar sobre la intervención militar rusa de 2014-15 en Ucrania.
En febrero de 2016 dijo que "en una situación de confrontación militar continua en el este de Ucrania, enfatizamos que estamos indefectiblemente del lado de la paz y apoyamos todas las iniciativas de paz de las autoridades ucranianas".
El primer día de la invasión rusa de Ucrania en 2022, Onofre ofreció su bendición a las Fuerzas Armadas de Ucrania, brindando "nuestro especial amor y apoyo a nuestros soldados que hacen guardia, protegen y defienden nuestra tierra y nuestro pueblo. Que Dios los bendiga y ¡Apreciadlos!" Onofre también deploró públicamente la invasión y apoyó la soberanía y la integridad territorial de Ucrania, apelando a Vladímir Putin para que dejara de invadir Ucrania inmediatamente. Dos días antes de la invasión, Onofre había declarado que "la Iglesia ortodoxa ucraniana (UOC) siempre ha apoyó y continúa apoyando la integridad territorial de Ucrania y pide a sus fieles que oren por la paz en nuestro Estado ucraniano y en todo el mundo... Insto a los líderes estatales y a todos aquellos de quienes depende, a evitar involucrarse en una nueva guerra. ¡La guerra es un pecado grave ante Dios!"
En el Día del Estado ucraniano, el 28 de julio de 2023, el metropolitano Onofre pronunció un discurso en el que habló de: "Este día festivo, establecido hace dos años, ha adquirido hoy un significado especial para nuestro país. Hoy, nuestro pueblo lucha por la preservación de nuestro Estado, de su independencia e integridad territorial, que fue violada como resultado de la traicionera invasión de las tropas rusas." Onofre declaró que "la protección de la Patria es el deber sagrado de todo ciudadano y, por tanto, de todo creyente de la Iglesia ortodoxa ucraniana" y habló sobre las parroquias de la UOC en territorio ocupado, diciendo: "Algunas de nuestras diócesis y fieles se encontraron en el territorio ocupado. A menudo no tenemos contacto con ellos, realmente no podemos ayudarlos con nada excepto orar por ellos. Sin embargo, Estas son nuestras diócesis, este es nuestro pueblo, oramos por ellos, los consideramos nuestros hermanos y hermanas y esperamos su reunificación con nosotros en una Ucrania unida e independiente". Y declaró creer que con la ayuda de Dios Ucrania ganaría la guerra. "Creo que con la ayuda de Dios ganaremos esta guerra y reconstruiremos nuestra Ucrania. Estoy convencido de que para tener éxito en este asunto debemos ser fuertes y unidos, tratamos a nuestros vecinos con amor y respeto."